# Coelotes ningmingensis
Coelotes ningmingensis là một loài nhện trong họ Amaurobiidae.
Loài này thuộc chi Coelotes. Coelotes ningmingensis được miêu tả năm 1998 bởi Peng et al..